# Omalisus victoris
Omalisus victoris is een keversoort uit de familie kasteelkevers (Omalisidae). De wetenschappelijke naam van de soort werd in 1852 gepubliceerd door Étienne Mulsant.